# خضاب الكادميوم

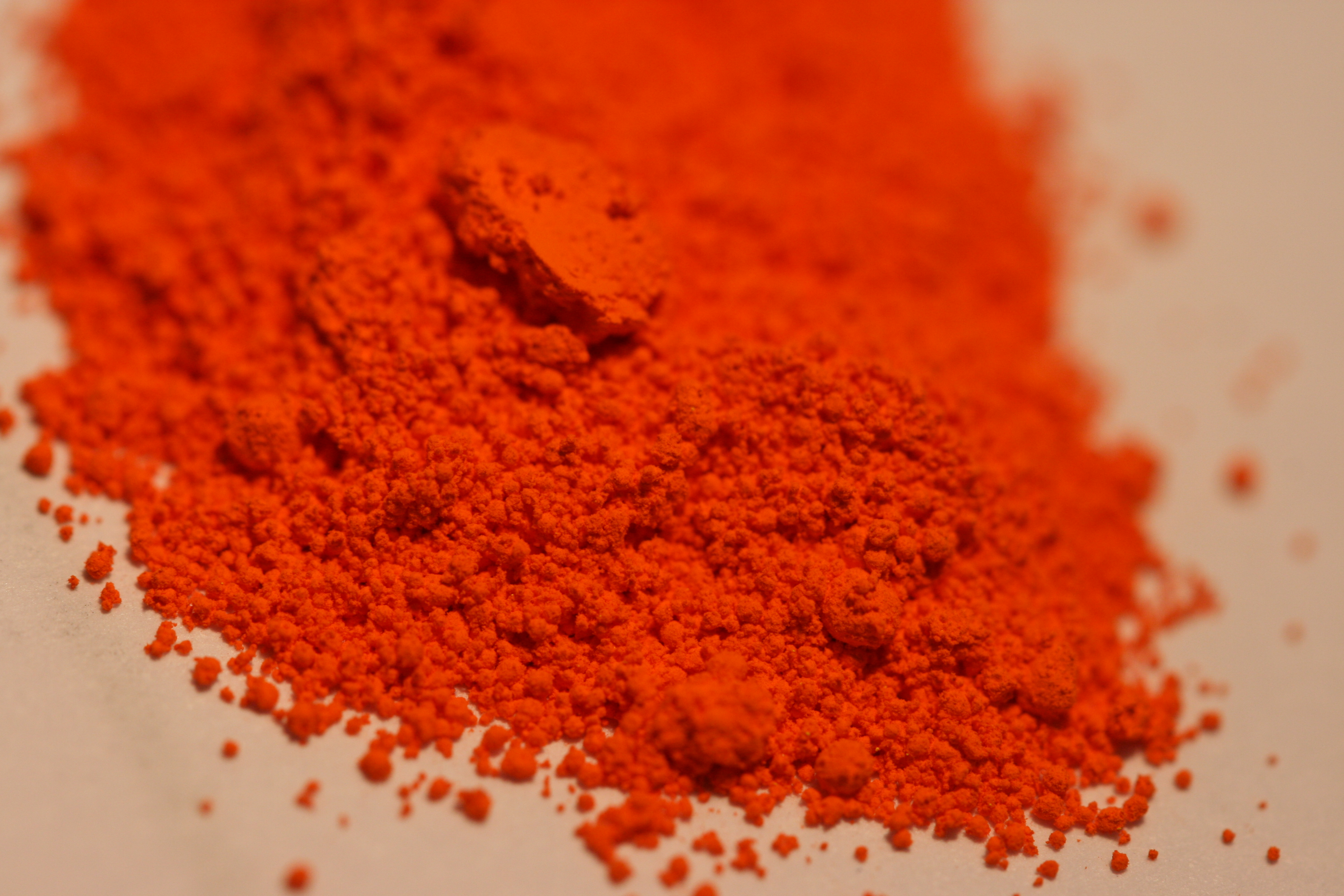
خضاب برتقالي الكادميوم

خضاب الكدميوم هي أنواع خضاب تحوي في تركيبها على الكادميوم.

## أمثلة
- أحمر الكادميوم: خضاب أحمر يتكون من خليط من كبريتيد الكادميوم والسيلينيد. لا زال يستعمل، رغم خاصيته السامة، في الوان الرسم التشكيلي وفي الوشم على الجلد.
- أخضر الكادميوم: خضاب يتكون من خليط من أصفر الكادميوم والفيريديان.
- أصفر الكادميوم: وهو خضاب أصفر من كبريتيد الكادميوم.